# Hofkapel (Boedapest)
De Hofkapel in de burcht van Boeda (Hongaars: Várkápolna; en was eerder bekend onder de naam: Alamizsnás Szent János-kápolna) werd gebouwd in opdracht van Koning Sigismund van Hongarije in de vijftiende eeuw en overleefde het Beleg van Boeda in 1686. De benedenkapel was jarenlang verstopt onder een barokke laag, tot hij werd herontdekt bij de renovatiewerkzaamheden aan de Burcht van Boeda. In 1963 werd het gebouw gereconstrueerd in de originele staat, in de stijl van de Flamboyante gotiek. De kapel was qua uiterlijk, enigszins vergelijkbaar met de Sainte-Chapelle. 

## Geschiedenis
De eerste kapel in het kasteel van Boeda , werd waarschijnlijk gebouwd in de 14e eeuw, tijdens het bewind van Koning Lodewijk I van Hongarije. De kapel werd genoemd in de Kroniek van Eberhard Windecke. Windecke beweerde dat Koning Karel II van Hongarije in 1386 door zijn moordenaars werd aangevallen in een kamer van waaruit de koninklijke kapel te zien was: "konig Karle von Nopols erslagen zü Ofen in der vesten in der stuben, do man sicht in die capell." De kapel werd ook genoemd in de kroniek van de Venitiaanse diplomaat Lorenzo de Monacis, die geschreven is rond 1390.
Koning Sigismund heeft het oude paleis van Anjoukoningen, in de eerste decennia van de 15e eeuw grondig verbouwd. Hij bouwde een prachtige gotische kerk op de plaats van de voormalige kapel. De façade was gericht op de binnenplaats van het paleis(, waar ook een ruiterstandbeeld van hem was te vinden was) en waar het het lange hoogkoor aan de oostelijke kant van het paleis uitstak.
Het koor werd gebouwd in een lager gelegen deel van het kasteel, dit was in de 15e eeuw niet ongebruikelijk en dit geval noodzakelijk door ruimtegebrek op het smalle plateau. Het kerkschip was 21 meter lang en het koor 11 meter. Koninklijke kapellen met twee verdiepingen waren niet ongewoon in middeleeuws Europa.De kerk werd gebouwd met een Boven- en Benedenkapel. De flamboyante kerk was vergelijkbaar met de bekendere Sainte-Chapelle in Parijs. 
In november 1489 stuurde de Ottomaanse Sultan Bayezid II de relieken van Sint-Johannes de Aalmoezenier naar koning Matthias Corvinus. De koning plaatste de relikwieën in de koninklijke kapel die opnieuw werd ingewijd, naar een verbouwing en verfraaid met renaissancemeubilair.
In 1526 werd Boeda geplunderd door de Ottomaanse Turken na de Slag bij Mohács. De relikwieën werden op tijd gered en naar Pozsony / Pressburg gebracht, waar ze vandaag de dag nog steeds worden bewaard.
Een bewaard gebleven kerkinventaris uit 1530 toont nog steeds de rijkdom aan meubilair. Later verbouwde koning Johan Zápolya de Benedenkapel tot bastion. De grote gotische vensters werden dichtgemetseld, alleen op de plekken van de nieuwe, rechthoekige schietgaten bleef open.
In 1541 veroverden de Ottomaanse Turken Boeda na een hevige strijd en de Koninklijke Kerk hield op, een plaats van christelijke eredienst te zijn. De Bovenkapel werd verwoest tijdens het beleg van Buda in 1686 en de ruïnes werden afgebroken in 1715.
Het gewelf van de Benedenkapel stortte in en het interieur was gevuld met de resten. De overblijfselen van de kerk werden twee eeuwen lang begraven en er overheen kwam een  nieuw barokke terras.
De ruïnes van de Benedenkapel werden ontdekt bij archeologisch onderzoek tussen 1949 en 1950. De overblijfselen werden in 1953 begraven vanwege conceptuele geschillen over de mogelijke reconstructie. De benedenkapel werd uiteindelijk in 1963 gereconstrueerd. In 1990 werd ze opnieuw ingewijd.

## Afbeeldingen

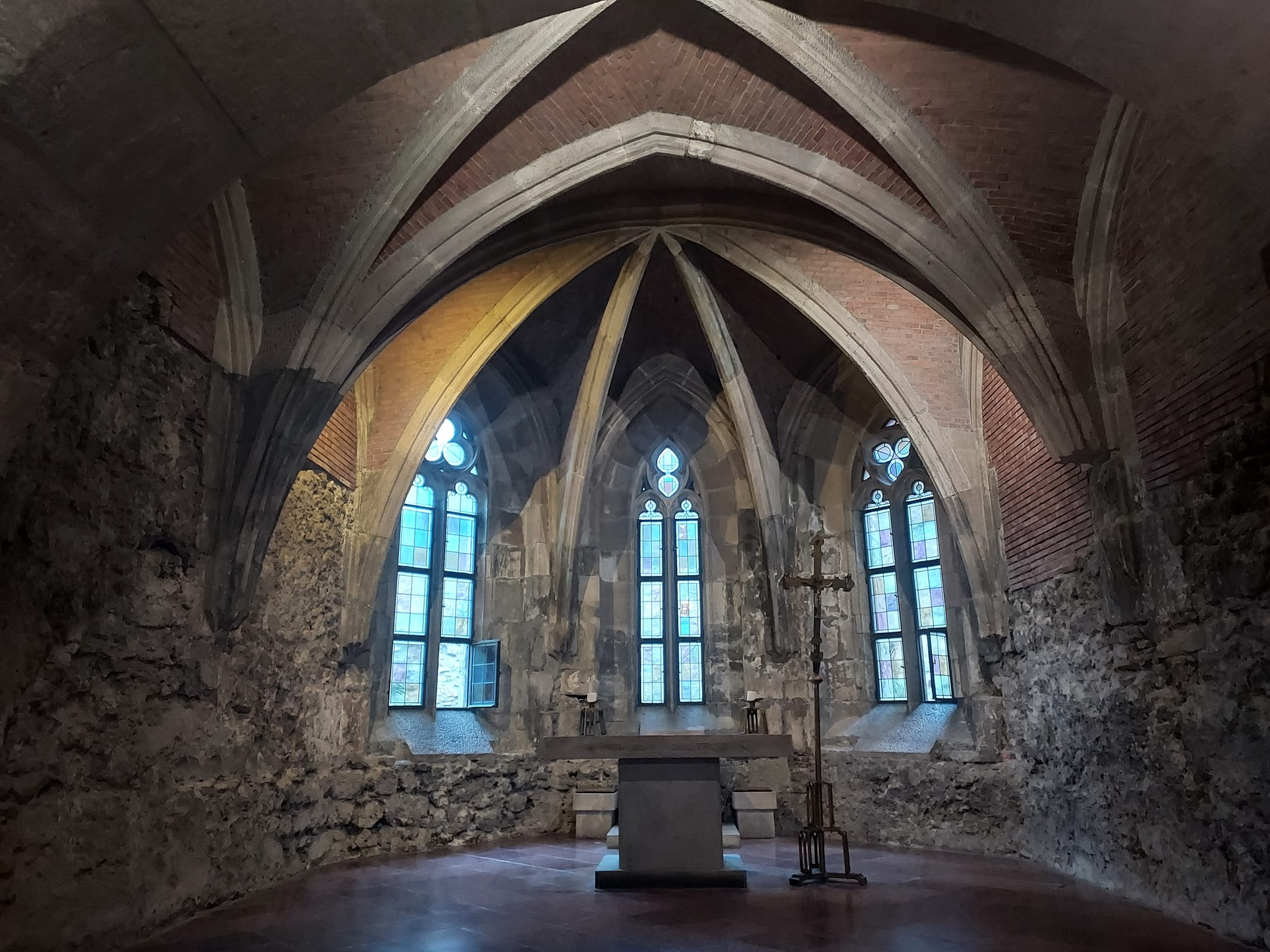
Close-up van het altaar in de Hofkapel van Sint-Jan
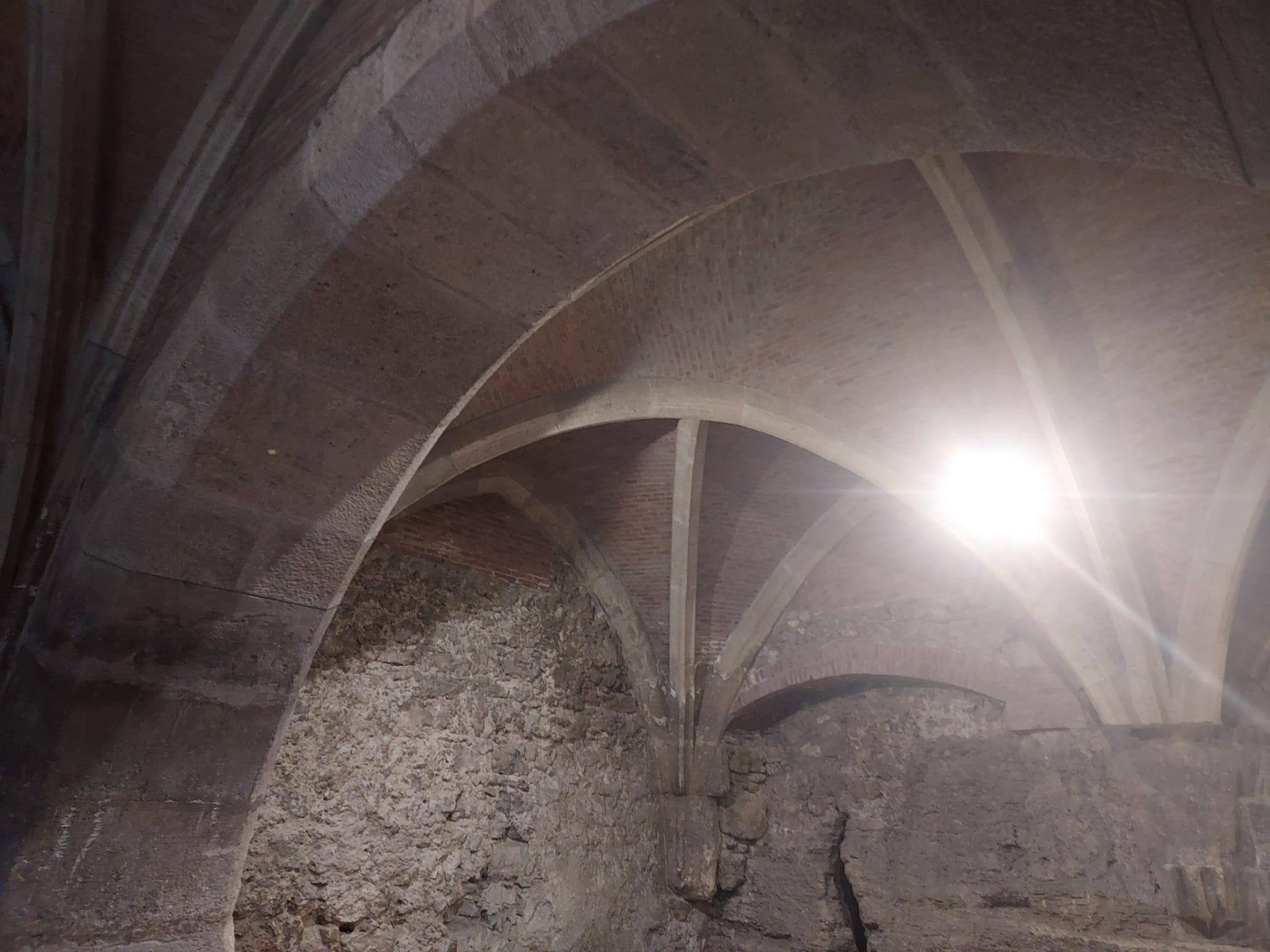
De gewelven van de hofkapel
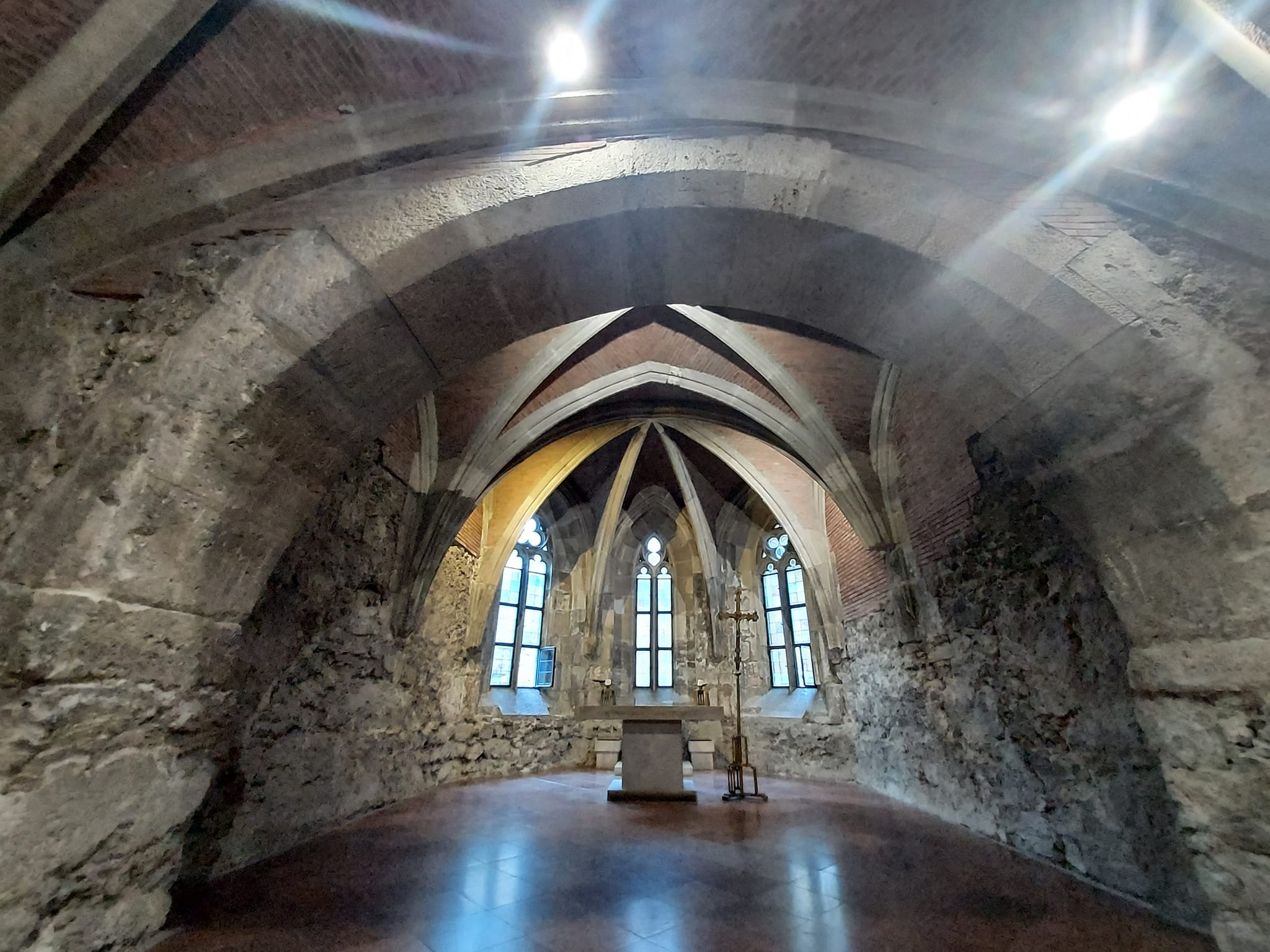
Het koor van de Hofkapel van Sint-Jan